# Reinhold Bicher
Reinhold Bicher (* 25. Februar 1895 in Grevenbrück-Förde; † 30. September 1975 in Grevenbrück) war ein Sauerländer Maler und Grafiker und verheiratet mit Lotte Bicher.

## Leben
Reinhold Bicher war das zweite von 14 Kindern des Schreinermeisters Wilhelm Bicher und besuchte im Jahr 1920 die Werkkunstschule in Magdeburg und anschließend die Kunstakademie in München. Er war dort Meisterschüler von Karl Caspar, der ihn in die Technik der Ölmalerei einführte, und Schüler von Max Dörner, bei dem er die Techniken von Freskomalerei und Radierungen erlernte. Aus dieser Zeit stammen auch filigran gearbeitete und detailgenaue Holzreliefs und Holzschnitte.
Aus seiner Zeit als Soldat im Zweiten Weltkrieg sind malerische Kreidezeichnungen vom Kriegsgeschehen, von Menschen und von Landschaften erhalten. Zu seinen Arbeiten gehören weiterhin Porträts, Stillleben, Arbeiterszenen und christliche Motive, außerdem Sgraffiti an öffentlichen und privaten Gebäuden.
Von 1956 bis 1967 arbeitete er als Kunsterzieher am Gymnasium Altenhundem.
Einen Großteil seines Nachlasses bewahrt der Heimatverein Grevenbrück.

## Ausstellung
Anlässlich seines 125. Geburtstages zeigte eine Ausstellung im KulturBahnhof in Grevenbrück unter dem Titel „Lebenskreise“ eine breite Auswahl aus seinem malerischen Werk.